# De Eregalerij
De Eregalerij, officieel Eregalerij van het populaire lied in Vlaanderen, is een verzameling van hits uitgevoerd door artiesten uit Vlaanderen en geschreven door componisten uit Vlaanderen. Deze hits krijgen het predicaat tijdloos mee. Het is een initiatief van Radio 2 en Sabam en ontstond in het jaar 2000 om het collectieve muzikale geheugen te verhogen.
Tijdens een jaarlijkse gala-uitzending  in het Casino-Kursaal Oostende worden de liedjes in de eregalerij geplaatst en worden een aantal artiesten gehuldigd in de categorieën Onvergetelijk en Een leven vol muziek. In 2011 was er geen editie, omdat het evenement van het najaar naar het voorjaar (2012) verplaatst werd.
In 2006 werd voor de eerste keer een lied uit Nederland opgenomen in De Eregalerij: Papa van Stef Bos.

## Edities
Hieronder vindt u een overzicht van alle artiesten en nummers die doorheen de jaren opgenomen werden in de Eregalerij.
| Jaar | Presentatie                                                                  | Plaats                                                                       | Artiesten                                                                            | Nummers |
| ---- | ---------------------------------------------------------------------------- | ---------------------------------------------------------------------------- | ------------------------------------------------------------------------------------ | --- |
| 2000 | Jo De Poorter en Vanessa Vanhove                                             | Casino in Knokke                                                             | Bobbejaan Schoepen en La Esterella                                                   | Marina van Rocco Granata, Bluesette van Toots Thielemans en Eenzaam zonder jou van Will Tura |
| 2001 | Vanessa Vanhove                                                              | Casino in Knokke                                                             | Jo Leemans en Will Ferdy                                                             | Eviva España van Samantha, Dag vreemde man van Ann Christy en Laat me nu toch niet alleen van Johan Verminnen |
| 2002 | Vanessa Vanhove                                                              | Casino in Knokke                                                             | Bob Benny, De Strangers, Jean Walter en de familie Kluger                            | Zo mooi, zo blond en zo alleen van Jimmy Frey, Chachacha van Raymond van het Groenewoud en Zeven anjers, zeven rozen van Willy Sommers |
| 2003 | Christel Van Dyck                                                            | Concertgebouw in Brugge                                                      | Will Tura                                                                            | Verloren hart, verloren droom van Johnny White en Seven Horses in the Sky van The Pebbles |
| 2004 | Christel Van Dyck                                                            | Concertgebouw in Brugge                                                      | Liliane Saint-Pierre                                                                 | Christine van Will Ferdy en Kristien van Wim De Craene |
| 2005 | Christel Van Dyck                                                            | Casino-Kursaal in Oostende                                                   | Johan Verminnen                                                                      | Daydream van Wallace Collection en Anne van Clouseau |
| 2006 | Christel Van Dyck                                                            | Casino-Kursaal in Oostende                                                   | Paul Michiels                                                                        | De lichtjes van de Schelde van Bobbejaan Schoepen en Papa van Stef Bos |
| 2007 | Ilse Van Hoecke                                                              | Casino-Kursaal in Oostende                                                   | De Kreuners                                                                          | Ring, Ring, I've Got to Sing van Ferre Grignard en Amsterdam van Kris De Bruyne |
| 2008 | Christel Van Dyck                                                            | Casino-Kursaal in Oostende                                                   | Rocco Granata                                                                        | De zotte morgen van Zjef Vanuytsel en The Way to Your Heart van Soulsister |
| 2009 | Christel Van Dyck                                                            | Casino-Kursaal in Oostende                                                   | Willem Vermandere, Marc Dex, Juul Kabas, Barbara Dex, Yasmine en Wannes Van de Velde | Ik ben verliefd op jou van Paul Severs, O, clown! van Marc Dex, Pump Up the Jam van Technotronic, Oh Lieve Vrouwe Toren van La Esterella, Ik heb eerbied voor jouw grijze haren van Bobbejaan Schoepen, There Will Be No Next Time van The Kids, What's a Woman van Vaya Con Dios en I'm Into Folk van The Radios |
| 2010 | Christel Van Dyck                                                            | Casino-Kursaal in Oostende                                                   | Willy Sommers en Raymond van het Groenewoud                                          | Concerto voor Natasha van Johan Stollz, Jennifer Jennings van Louis Neefs, Mia van Gorki en You van Scooter |
| 2012 | Christel Van Dyck                                                            | Casino-Kursaal in Oostende                                                   | John Terra en Arno Hintjens                                                          | Goeiemorgen, morgen van Nicole & Hugo, Helena van Hugo Raspoet, Suspicion van Toy en Ik ga dood aan jou van Bart Herman |
| 2013 | Christel Van Dyck                                                            | Casino-Kursaal in Oostende                                                   | The Scabs, Bart Kaëll en Toots Thielemans                                            | More than sympathy van Ignace, C'est mon bateau van Jo Lemaire, Ebbenhout Blues van Wigbert en Ik hou van u van Noordkaap |
| 2014 | Christel Van Dyck en Jelle Cleymans                                          | Casino-Kursaal in Oostende                                                   | Salvatore Adamo en Jimmy Frey                                                        | (I See) The Lies in Your Eyes van The Machines, Bakske vol met stro van Urbanus, Daar gaat ze van Clouseau en Ik mis je zo van Will Tura |
| 2015 | Christel Van Dyck en Jelle Cleymans                                          | Casino-Kursaal in Oostende                                                   | Dani Klein, Roland Van Campenhout en Roland Verlooven                                | Mijn vlakke land van Jacques Brel en Mooie dagen van Johan Verminnen |
| 2016 | Christel Van Dyck en Niels Destadsbader                                      | Casino-Kursaal in Oostende                                                   | Nicole en Hugo, Zjef Vanuytsel en Sylvain Vanholme                                   | I Lie and I Cheat van Won Ton Ton, Rozane van Wim De Craene, Mad About You van Hooverphonic, Waarom van Jacques Raymond |
| 2017 | Christel Van Dyck en Jelle Cleymans                                          | Casino-Kursaal in Oostende                                                   | Urbanus, Jan De Smet en Jean Blaute                                                  | Als ik ooit eens vijf minuten tijd heb van Louis Neefs, Beats of Love van Nacht und Nebel, Early Bird van André Brasseur, Hé, lekker beest van Isabelle A |
| 2018 | Christel Van Dyck en Jelle Cleymans                                          | Casino-Kursaal in Oostende                                                   | Axelle Red, Mary Boduin en Stefaan Fernande                                          | |
| 2019 | Christel Van Dyck en Jelle Cleymans                                          | Casino-Kursaal in Oostende                                                   | Guido Belcanto, Henny Vrienten, Miguel Wiels, Peter Gillis en Alain Vande Putte      | |
| 2020 | Afgelast vanwege coronapandemie                                              | Afgelast vanwege coronapandemie                                              | Afgelast vanwege coronapandemie                                                      | Afgelast vanwege coronapandemie |
| 2021 | Provisoire digitale uitreiking aan drie nummers, show in 2022 (zie volgende) | Provisoire digitale uitreiking aan drie nummers, show in 2022 (zie volgende) | Provisoire digitale uitreiking aan drie nummers, show in 2022 (zie volgende)         | Provisoire digitale uitreiking aan drie nummers, show in 2022 (zie volgende) |
| 2022 | Christel Van Dyck en Jelle Cleymans                                          | Casino-Kursaal in Oostende                                                   | Jan Leyers en Paul Michiels (Soulsister) en Wouter Van Belle                         | Als een leeuw in een kooi van Willy Sommers, Eerste sneeuw van Jan De Wilde en Oh la la la van T.C. Matic |
| 2023 | Niels Destadsbader                                                           | Casino-Kursaal in Oostende                                                   | Margriet Hermans en Steve Willaert                                                   | Allemaal van Wim Soutaer, Ik wil deze nacht in de straten verdwalen van Wannes Van de Velde en Wrong van Novastar |
| 2024 | Peter Van de Veire                                                           | Casino-Kursaal in Oostende                                                   | Peter Vanlaet                                                                        | I've only begun to fight van Natalia, Enamorada van Belle Perez en Twee meisjes van Raymond van het Groenewoud |
| 2025 | Peter Van de Veire                                                           | Stadsschouwburg in Antwerpen                                                 | Helmut Lotti en Isabelle A                                                           | |